# Genuci Aventinensis
Aventinensis (en llatí: Aventinensis) fou el cognomen que portà una branca plebea de la gens Genúcia. El nom deriva del turó Aventí, que era una zona de Roma on vivien molts de plebeus. Descendien del tribú Gneu Genuci, assassinat l'any 473 aC.
Altres personatges destacats van ser:
- Luci Genuci Aventinensis, cònsol de Roma el 365 aC i el 362 aC.
- Gneu Genuci Aventinensis, cònsol el 363 aC.
- Luci Genuci Aventinensis, tribú de la plebs el 342 aC.
- Luci Genuci Aventinensis, cònsol el 303 aC.